# George Mills
George Mills, né le 11 mai 1999, est un athlète britannique, spécialiste du 1 500 mètres.

## Biographie
Il est le fils de Danny Mills, un ancien joueur professionnel de football comptant 19 sélections en équipe d'Angleterre.
George Mills se révèle en 2016 en remportant le titre du 800 m des championnats d'Europe cadets à Tbilissi.
En 2020, il est sacré champion du Royaume-Uni en salle et en plein air du 1 500 m.
Il se classe troisième du Mile de la finale de la Ligue de diamant 2023, à Eugene et établit en 3 min 47 s 65 la troisième meilleure performance britannique de tous les temps, derrière Steve Cram et Sebastian Coe.

## Palmarès
| Date | Compétition                    | Lieu             | Résultat | Épreuve | Temps          |
| ---- | ------------------------------ | ---------------- | -------- | ------- | -------------- |
| 2023 | Ligue de diamant               | Ligue de diamant | 3e       | Mile    | 3 min 47 s 65  |
| 2024 | Championnats d'Europe          | Rome             | 2e       | 5 000 m | 13 min 21 s 38 |
| 2024 | Jeux olympiques                | Paris            | 21e      | 5 000 m | 13 min 32 s 32 |
| 2025 | Championnats d'Europe en salle | Apeldoorn        | 2e       | 3 000 m | 7 min 49 s 41  |

## Records
| Épreuve | Temps          | Lieu   | Date              |
| ------- | -------------- | ------ | ----------------- |
| 1 500 m | 3 min 30 s 95  | Zurich | 31 août 2023      |
| Mile    | 3 min 47 s 65  | Eugene | 16 septembre 2023 |
| 5 000 m | 12 min 58 s 68 | Boston | 26 janvier 2024   |